# Ana María de Bulgaria
Ana María de Bulgaria (en húngaro: Anna Mária királyi hercegnő) (1204-1237) fue una princesa real húngara perteneciente a la Casa de Árpad, esposa del zar Iván Asen II de Bulgaria. Ana María era hija del rey Andrés II de Hungría y Gertrudis de Merania.  

## Biografía
Ana María nació en 1204 como hija del rey Andrés II de Hungría y Gertrudis de Merania. Luego del regreso de su padre de su campaña militar en Tierra Santa el rey húngaro arribó a las tierras de Iván Asen II de Bulgaria. El zar sin embargo, solamente permitió a Andrés pasar por sus dominios si aceptaba entregarle alguna de sus hijas en matrimonio. El matrimonio se complicó ya que Ana María era católica y el zar era ortodoxo, ante lo cual el patriarca de Turnovó y el Papa tuvieron que aprobarlo conjuntamente. Luego de que Andrés II envió una carta a Roma pidiéndola, fue entregada. La esposa llevó como dote Belgrado y Branichevó al zar búlgaro. El matrimonio fue celebrado en enero de 1221, siendo ella la segunda esposa del zar. Varios hijos nacieron de dicha unión, entre los cuales se hallaban: La princesa y futura emperatriz Helena Asenina de Bulgaria,quien fue desposada por Teodoro II Láscaris; la princesa Tamara; el futuro zar Kaliman Asen I (1241–1246) y el príncipe Pedro.
En 1237 la zarina Ana María y su hijo Pedro fueron víctimas de la peste. En el momento de su muerte, su esposo estaba asediando la fortaleza de Tsurul. Fue enterrada en Veliko Tarnovo, en la iglesia de los cuarenta mártires.

### Literatura
- Passuth László: Hétszer vágott mező, Szépirodalomi Könyvkiadó, Budapest, 1965.

- Datos: Q747809